# اولینا گودل ویدارسوتیر
اولینا گودل ویدارسوتیر (انگلیسی: Ólína Guðbjörg Viðarsdóttir؛ زادهٔ ۱۶ نوامبر ۱۹۸۲) بازیکن فوتبال اهل ایسلند است.
از باشگاه‌هایی که در آن بازی کرده‌است می‌توان به باشگاه فوتبال فیلکیر، باشگاه فوتبال چلسی، باشگاه فوتبال کیف اوربرو دی‌اف‌اف، باشگاه بریدابلیک، و باشگاه فوتبال زنان چلسی اشاره کرد.
وی همچنین در تیم‌های ملی فوتبال زنان ایسلند، و زنان ایسلند، و زنان ایسلند، بازی کرده‌است.